# Kohler, Wisconsin
Kohler är en ort i Sheboygan County i delstaten Wisconsin, USA.